# Walter Josef Lorenz
Walter Josef Lorenz (* 8. März 1932 in Witkowitz, Tschechoslowakei) ist ein deutscher Biophysiker und emeritierter Professor für Nuklearmedizin und Biophysik an der Universität Heidelberg.

## Werdegang
Lorenz verbrachte seine Jugendjahre in Freiberg, wo sein Vater, Robert Lorenz aus Nesselsdorf, Oberbahnmeister der Eisenbahngesellschaft Stauding-Stramberg-Wernsdorf war, seine Mutter Mathilde, geb. Liss, stammte aus Engelswald. Die Familie Lorenz kam 1946 im Zuge der Vertreibung der Deutschen aus der Tschechoslowakei nach Heidelberg, wo Walter Lorenz nach dem Abitur 1952 an der Universität Heidelberg Physik studierte.
Als Diplomand und Doktorand arbeitete er von 1956 bis 1959 am Max-Planck-Institut für Kernphysik (MPI) unter Betreuung von Walther Bothe, Wolfgang Gentner und Ulrich Schmidt-Rohr. 1961 erfolgte die Promotion zum Doktor der Naturwissenschaften an der Universität Heidelberg; 1967 die Habilitation (Dr. habil.) an der Medizinischen Fakultät der Universität Heidelberg mit der Arbeit „Die Bedeutung eines Kernreaktors für die medizinische Forschung und die klinische Praxis“; 1968 folgte die Venia legendi der Medizinischen Fakultät der Universität Heidelberg für das Fachgebiet „Nuklearmedizin, insbesondere Biophysik“; 1973 erhielt er die Ernennung zum Professor an der Universität Heidelberg.
Von 1961 bis 1963 war er Wissenschaftlicher Assistent, Arbeitsgruppenleiter und stellvertretender Zyklotron-Betriebsleiter am MPI für Kernphysik in Heidelberg.
Von 1963 bis 1964 war er Leitender Physiker der Nuklearmedizinischen Abteilung der Universitäts-Strahlenklinik (Cerny-Krankenhaus) in Heidelberg. Neben der beruflichen Tätigkeit absolvierte er von 1962 bis 1964 ein vorklinisches Studium der Medizin an der Universität Heidelberg.
Von 1964 von 31. März 1997 war er Leiter der Abteilung für Biophysik und medizinische Strahlenphysik des Instituts für Nuklearmedizin (seit 1987: Institut für Radiologie und Pathophysiologie; seit 1992: Forschungsschwerpunkt Radiologische Diagnostik und Therapie) am Deutschen Krebsforschungszentrum (DKFZ) in Heidelberg.
Am 28. Februar 1998 wurde er in den Ruhestand versetzt. Seit dieser Zeit wandte er sich gemeinsam mit seiner Frau Dr. med. Dorothea Lorenz, Fachärztin für Innere Medizin, zunehmend der ehrenamtlichen Tätigkeit der allgemeinen Gesundheitsberatung und der Beratung von Patienten mit Krebserkrankungen zu.

## Wissenschaftliche Arbeiten
Unter seiner Leitung wurde am DKFZ für die patientenbezogene Forschung der erste Forschungsreaktor im Bereich der medizinisch-biologischen Forschung in Betrieb genommen. 1970 wurde ein Zyklotron, das von der AEG gebaut worden war, im Neubau des DKFZ installiert und 1972 in Betrieb genommen. Lorenz war wesentlich an der Entwicklung der quantitativen Funktionsszintigraphie, die mit der Einführung der Datenverarbeitung einherging, beteiligt. In der Zeit um 1968 fällt auch die Entwicklung einer Positronen-Szintillationskamera, einem Vorgänger des heutigen Positronen-Emissions-Tomographen. Seine Offenheit neuen Entwicklungen gegenüber zeigte sich auch darin, dass 1972 die Erforschung und Entwicklung des Ultraschalls für die Tumordiagnostik in das Programm des von ihm geleiteten Heidelberger Instituts für Nuklearmedizin aufgenommen wurde.
1976 erfolgte im DKFZ die Installation und Inbetriebnahme des ersten Ganzkörper-Computer-Tomographen (CT) in der Bundesrepublik Deutschland. Aber nicht nur im diagnostischen Bereich setzte Walter Lorenz auf neue Methoden, wie später auf die Magnet-Resonanz-Tomographie (1985) und auf die Positronen-Emissions-Tomographie (1986), sondern auch auf dem therapeutischen Sektor trieb er Forschungsprojekte voran, wie zum Beispiel den Einsatz schneller Neutronen in der Tumortherapie (1976) und die von ihm vorgeschlagene Entwicklung der stereotaktischen Konvergenzbestrahlung mit einem Linearbeschleuniger (1979), die später von seinen Mitarbeitern zur klinischen Anwendungsreife entwickelt wurde. Insgesamt bildete Lorenz 170 Diplomanden und Doktoranden aus, sieben seiner wissenschaftlichen Mitarbeiter führte er zur Habilitation.

## Ehrungen
- Scheffel-Preis der Literarischen Gesellschaft Karlsruhe 1952 für sehr gute Leistungen im Fach Deutsch sowie weitere Schul-Preise
- Stadtmeister von Heidelberg in der Meisterklasse Schach 1953
- Ehrennadel Alma mater Lipsiensis der Universität Leipzig 1989
- Georg von Hevesy-Rudolf-Schönheimer-Medaille 1992 der Nuklearmediziner, Klinikphysiker und Radiochemiker der Neuen Bundesländer
- Sudetendeutscher Kulturpreis 2002 für Wissenschaft des Freistaats Bayern und der Sudetendeutschen Landsmannschaft[3]
- Richard-Glocker-Medaille 2007 der Deutschen Gesellschaft für Medizinische Physik[4]
- Großer Sudetendeutscher Kulturpreis 2007 des Freistaats Bayern und der Sudetendeutschen Landsmannschaft[5]
- Wahl zum ordentlichen Mitglied der naturwissenschaftlichen Klasse der Sudetendeutschen Akademie der Wissenschaften und Künste in München (2007)

## Werke (Auswahl)
Das Publikationsverzeichnis von Lorenz umfasst 216 Zeitschriftenbeiträge, 4 Hochschulschriften und 513 Veröffentlichungen von Büchern und Buchbeiträgen. Darunter sind folgende Monographien:
- Herstellung von Szintillationskristallen aus Anthrazen und Untersuchungen über ihre relative Lichtausbeute. MPI für Physik, Heidelberg (1968)
- Untersuchungen an einem Gasszintillationszähler. Diplomarbeit, Naturwiss. Fakultät der Universität Heidelberg (1959)
- Elastische Streuung von Deuteronen bei 11,8 MeV. Dissertation, Naturwiss. Fak. der Universität Heidelberg (1961)
- Die Bedeutung eines Kernreaktors für die medizinische Forschung und die klinische Praxis. Habil.-Schr., Med. Fak. der Universität Heidelberg (1968)
- Die Bedeutung eines Kernreaktors für die medizinische Forschung und die klinische Praxis. Hüthig, Heidelberg (1970)
- Medizinische Physik. 2 Bände, Hüthig, Heidelberg (1977)